# Segmento orbital ruso

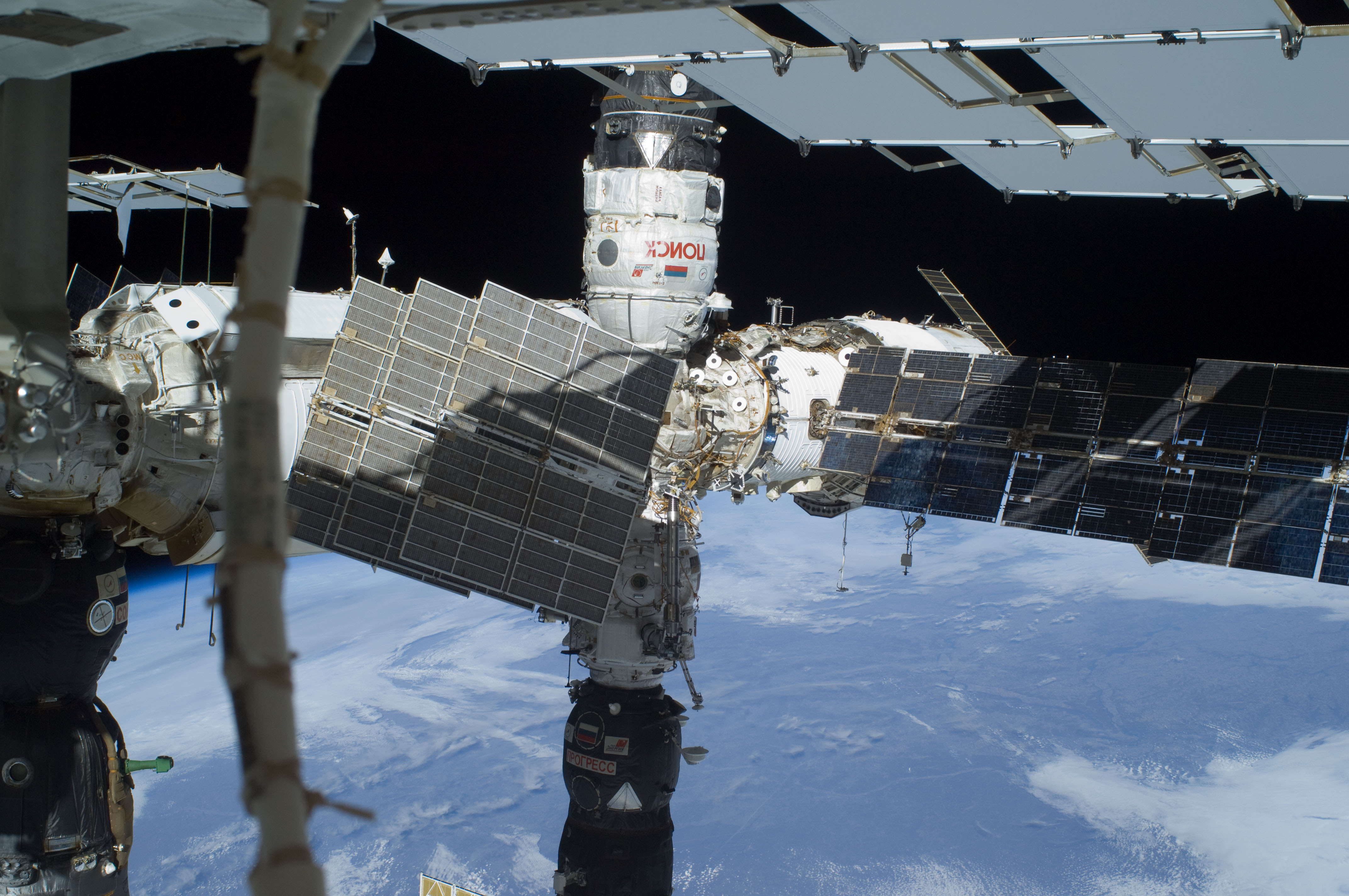
El segmento tal y como estaba durante la EVA3 de la misión STS-129.

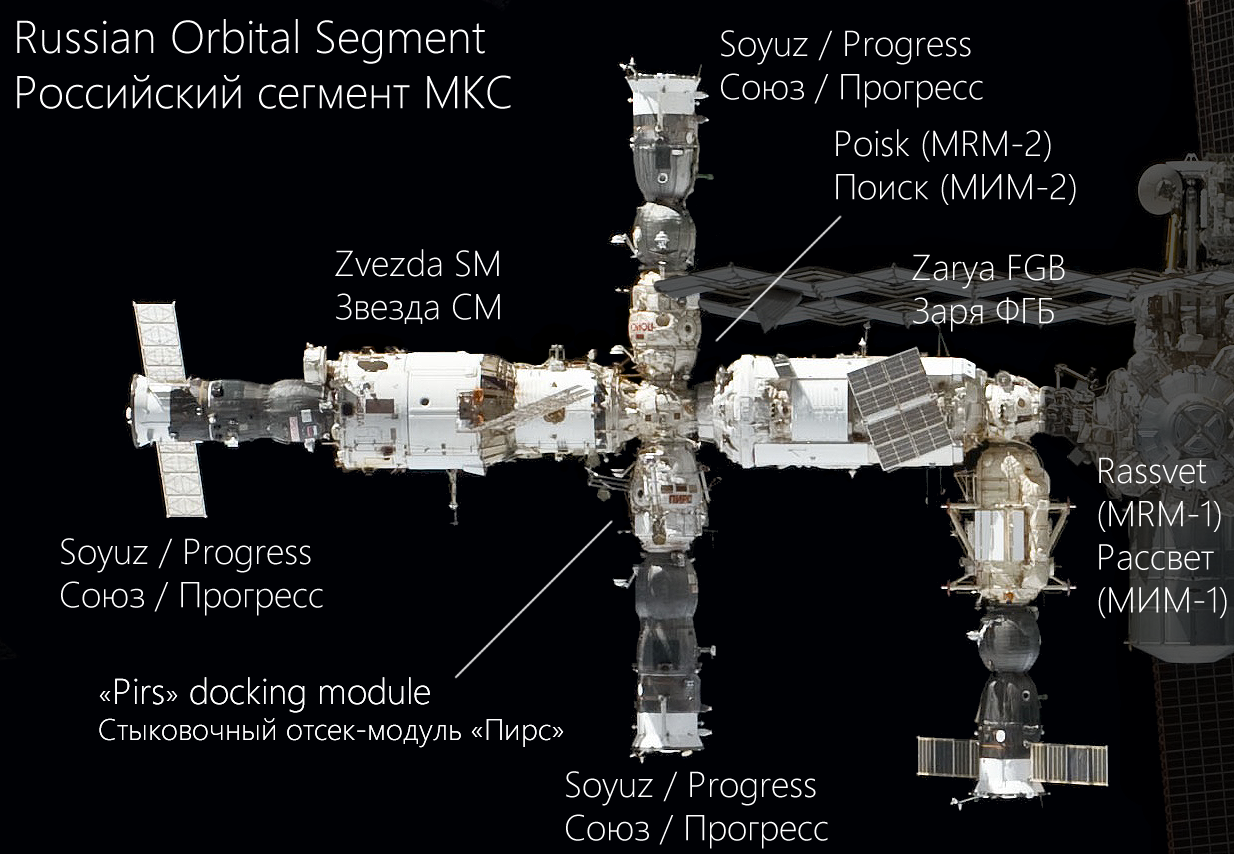
La configuración esperada del SOR en 2010.

El segmento orbital ruso (SOR o ROS por sus siglas en inglés) es el nombre dado a los componentes de la Estación Espacial Internacional (EEI) construidos en Rusia y operados por la Roscosmos. El SOR se encarga de la orientación, la navegación y el control de toda la estación.
Actualmente el segmento consiste en tres módulos, que juntos comprenden esencialmente la configuración básica de la cancelada estación espacial rusa Mir-2. El segmento es controlado directamente desde el Centro de Control de Misión de RKA en Moscú.
El primer módulo, el Zaryá, también conocido como el bloque de carga funcional, fue el primer componente de la EEI en ser lanzado. Este módulo proporcionó a la primitiva configuración de la estación con la energía eléctrica, el almacenamiento, la propulsión, y la orientación de navegación. Ahora es principalmente usado para el almacenamiento. El módulo representa el núcleo del SOR, y proporciona los puertos para que las naves Soyuz y Progress se acoplen a la estación. El módulo es la única parte del SOR en ser financiado completamente por los Estados Unidos.
El segundo módulo, el Zvezda, es el módulo de servicio de la estación - proporciona un entorno habitable para la tripulación, contiene el sistema del motor principal de la EEI, y provee un puerto de atraque para las naves Soyuz, las Progress y el vehículo de transferencia automatizado.
El tercer módulo, la Pirs, funciona como la esclusa de aire del SOR, almacenando los trajes espaciales para las EVA proporcionando los equipos necesarios para los cosmonautas para que salgan de la estación espacial. También sirve como un compartimento de atraque para las naves Soyuz y Progress.
Finalmente, el Segmento Orbital Ruso (SOR) se expandió con la llegada del Mini-Research Module 2 en 2009 y del  Mini-Research Module 1 en 2010. Más tarde, en julio de 2021, el módulo Nauka (Módulo Laboratorio Multipropósito) (MLM) se acopló a la estación tras el desacoplamiento y retirada del módulo Pirs (Compartimento de acoplamiento) que fue destruida al reentrar en la atmósfera. Ese mismo año, en noviembre, el módulo nodo Prichal se unió a Nauka, añadiendo seis puertos de atraque adicionales. Con estas incorporaciones, el SOR alcanzó su configuración actual. Los módulos de energía previstos inicialmente para la EEI (NEM-1 y NEM-2) fueron reasignados a la futura Estación Orbital Rusa (ROSS), cuyo primer lanzamiento está programado para 2027.
Originalmente el segmento era mucho más grande, sin embargo, varios componentes, incluyendo el Universal Docking Module (UDM), el módulo de embarque y almacenamiento (DSM), la Science Power Platform (SPP), y dos Módulos de Investigación Rusos, han sido cancelados en el transcurso del programa de la EEI.